# Primi ministri del Marocco
I primi ministri del Marocco dal 1955 (istituzione della carica) ad oggi sono i seguenti.

## Lista
| Primo ministro                                                                                                 | Primo ministro | Primo ministro         | Partito                                               | Elezione | Mandato           | Mandato           | Sovrani    |
| Primo ministro                                                                                                 | Primo ministro | Primo ministro         | Partito                                               | Elezione | Inizio            | Fine              | Sovrani    |
| --- | -------------- | ---------------------- | ----------------------------------------------------- | -------- | ----------------- | ----------------- | ---------- |
| |                | Mbarek Bekkay          | Indipendente                                          |          | 7 dicembre 1955   | 12 maggio 1958    | Muḥammad V |
| |                | Ahmed Balafrej         | Partito dell'Indipendenza                             |          | 12 maggio 1958    | 16 dicembre 1958  | Muḥammad V |
| |                | Abdallah Ibrahim       | Partito dell'Indipendenza                             |          | 16 dicembre 1958  | 20 maggio 1960    | Muḥammad V |
| Carica soppressa (dal 20 maggio 1960 al 13 novembre 1963); funzioni svolte dal Re Muhammad V e poi da Hasan II |                |                        |                                                       |          |                   |                   |            |
| |                | Ahmed Bahnini          | Fronte per la Difesa delle Istituzioni Costituzionali | 1963     | 13 novembre 1963  | 7 giugno 1965     | Hassan II  |
| Carica soppressa (dal 7 giugno 1965 al 7 luglio 1967); funzioni svolte dal Re Hasan II                         |                |                        |                                                       |          |                   |                   |            |
| |                | Mohamed Benhima        | Fronte per la Difesa delle Istituzioni Costituzionali | 1963     | 7 luglio 1967     | 6 ottobre 1969    | Hassan II  |
| |                | Ahmed Laraki           | Partito dell'Indipendenza                             | 1963     | 6 ottobre 1969    | 6 agosto 1971     | Hassan II  |
| 1970 |                | Ahmed Laraki           | Partito dell'Indipendenza                             |          |                   |                   | Hassan II  |
| |                | Mohammed Karim Lamrani | Indipendente                                          |          | 6 agosto 1971     | 2 novembre 1972   | Hassan II  |
| |                | Ahmed Osman            | Raggruppamento Nazionale degli Indipendenti           | 1977     | 2 novembre 1972   | 22 marzo 1979     | Hassan II  |
| |                |                        |                                                       |          |                   |                   | Hassan II  |
| |                | Maati Bouabid          | Unione Costituzionale                                 |          | 22 marzo 1979     | 30 novembre 1983  | Hassan II  |
| |                | Mohammed Karim Lamrani | Indipendente                                          | 1984     | 30 novembre 1983  | 30 settembre 1986 | Hassan II  |
| |                | Azzeddine Laraki       | Indipendente                                          |          | 30 settembre 1986 | 11 agosto 1992    | Hassan II  |
| |                | Mohammed Karim Lamrani | Indipendente                                          | 1993     | 11 agosto 1992    | 25 maggio 1994    | Hassan II  |
| |                | Abdellatif Filali      | Indipendente                                          |          | 25 maggio 1994    | 4 febbraio 1998   | Hassan II  |
| |                | Abderrahmane Youssoufi | Unione Socialista delle Forze Popolari                | 1997     | 4 febbraio 1998   | 9 ottobre 2002    | Hassan II  |
| Muhammad VI |                | Abderrahmane Youssoufi | Unione Socialista delle Forze Popolari                | 1997     | 4 febbraio 1998   | 9 ottobre 2002    |            |
| |                | Driss Jettou           | Indipendente                                          | 2002     | 9 ottobre 2002    | 19 settembre 2007 |            |
| |                | Abbas El Fassi         | Partito dell'Indipendenza                             | 2007     | 19 settembre 2007 | 29 novembre 2011  |            |
| |                | Abdelillah Benkirane   | Partito della Giustizia e dello Sviluppo              | 2011     | 29 novembre 2011  | 5 aprile 2017     |            |
| |                | Saâdeddine El Othmani  | Partito della Giustizia e dello Sviluppo              | 2016     | 5 aprile 2017     | 10 settembre 2021 |            |
| |                | Aziz Akhannouch        | Raggruppamento Nazionale degli Indipendenti           | 2021     | 7 ottobre 2021    | in carica         |            |